# مارك ميرفي (لاعب كرة قدم أمريكية)
،مارك ميرفي (بالإنجليزية: Mark Murphy)‏ هو لاعب كرة قدم أمريكية أمريكي، ولد في 22 أبريل عام 1958، في كانتون، في الولايات المتحدة.

## وصلات خارجية
- مارك ميرفي على موقع مرجع كرة القدم المحترفة.كوم (الإنجليزية)